# 萨姆·雅各布森
塞缪尔·莱恩·雅各布森（英語：Samuel Ryan Jacobson，1975年7月22日—），美国NBA联盟职业篮球运动员。他在1998年的NBA选秀中第1轮第26顺位被洛杉矶湖人选中。